# Niemand anders
Niemand anders is een single van de Nederlandse zanger Jeroen van der Boom uit 2011. Het nummer stond op zijn album Jij bent zo uit 2008. Speciaal voor KWF Kankerbestrijding werd het nummer in 2011 op single uitgebracht. In de tv-show "Sta op tegen kanker" op 16 november 2011 bracht Van der Boom het nummer ten gehore. De gehele opbrengst van de single komt ten goede van de stichting KWF Kankerbestrijding. Na de tv-show bereikte het nummer de eerste plaats in de Nederlandse Single Top 100 en werd Van der Boom zijn vijfde nummer 1-hit in deze lijst. De Nederlandse Top 40 werd niet bereikt, de single bleef op nummer 5 in de Tipparade steken.

## Hitnotering

### NederlandseSingle Top 100
| Positie: | 8 | 1 | 4 | 9 | 14 | 24 | 67 | 82 | 70 | uit |